# 上海市同济中学
上海市同济中学是中華人民共和國上海市楊浦區的一所楊浦区实验性示范性高中，位于政立路25号。

## 历史
- 1907年，德国医学博士埃里希·宝隆在上海创办同济医院，附设同济医学堂，开设德文科和医预科[1]。
- 第一次世界大戰期間，中華民國與德意志帝國斷交，中國人接收了這所學校，并改校名为私立同济医工学校并迁址于吴淞[1]。
- 1923年，改名为同济德文医工大学，并将德文科扩充为中学部，正式命名为同济大学附属中学[1]。
- 1924年5月，改名为同济医工大学附属中学[2]。
- 1927年8月，改名为国立同济大学附属中学[1]。
- 1937年，抗日战争爆发，同济大学内迁，1940年学校迁至四川南溪[1]。
- 1946年，学校迁回上海。[1]
- 1950年6月，学校与同济大学脱钩，並且更名為上海市同济中学[2]，直属市教育局[1]。
- 1951年[2]，开始招收初中学生（一说1952年[1]）。
- 1959年[2]，学校定为市重点中学（一说1962年[1]）。
- 1984年[2]，学校划归杨浦区教育局主管（一说1985年[1]）。
- 1997年9月，停招初中学生，现为区实验性示范性高中。[2]
- 2016年9月1日，因学校改扩建，临时搬迁至中原路698号（原上海音乐学院实验学校中原校区，今上海市复旦实验中学中原校区）[3]。2019年9月2日恢复[4]。

## 校友
- 朱家驊[5]
- 王素瑜
- 许宝文
- 张弥曼
- 焦晃
- 洪延庆
- 邓建雄
- 庆智象[1]

## 外部連結
- 官方网站